# Ehrenbergs blinde muis
De Ehrenbergs blinde muis (Nannospalax ehrenbergi)  is een zoogdier uit de familie van de Spalacidae. De wetenschappelijke naam van de soort werd voor het eerst geldig gepubliceerd door Nehring in 1898.

## Voorkomen
De soort komt voor in Egypte, Israël, Jordanië, Libanon, Syrië en Turkije.